# Cinema (miesięcznik)
Cinema – magazyn poświęcony kinematografii, wydawany w Polsce na licencji niemieckiego wydawnictwa Kino Verlag GmbH, początkowo przez Film Publishing Poland (lata 1995–2002), później Geronia Poland (2003-2007). Pierwszy numer trafił na rynek we wrześniu 1995 roku, ostatni - sygnowany numerem 136. - ukazał się w styczniu 2007 roku. Z magazynem współpracowali - między innymi - Krzysztof Kłopotowski, Rafał A. Ziemkiewicz, Maciej Maleńczuk, Kuba Wojewódzki, Łukasz Maciejewski, Jerzy Płażewski, Krzysztof Lipka-Chudzik, Tomasz Raczek, Konrad Wągrowski, Krzysztof Spór, Paweł Kempczyński, Kamila Sławińska, Rafał Donica, Kamil Śmiałkowski, Marzena Rogalska, Piotr Dobry i Maciej Dominiak.
W latach 1998–2003 magazyn Cinema organizował konkurs dla młodych aktorek "Z Cinema do Cannes". Nagrodą główną był wyjazd laureatki na festiwal filmowy w Cannes. W sześciu edycjach konkursu triumfowały kolejno - Joanna Brodzik (1998), Aleksandra Nieśpielak (1999), Nina Roguż (2000), Karolina Dryzner (2001), Ewa Hornich (2002) i Katarzyna Glinka (2003). W konkursie startowały też, między innymi: Małgorzata Socha, Anna Przybylska, Anita Werner, Anna Dereszowska, Agnieszka Grochowska, Daria Widawska i Joanna Horodyńska.
Cinema mocno angażowała się w promocję kina niezależnego, przyczyniając się do popularyzacji polskiego offu. W 2005 roku - z inicjatywy Macieja Dominiaka ze Stowarzyszenia Film Forum oraz Bartka Fukieta - redaktora naczelnego "Cinemy" - powołano do życia Offową Akademię Filmową, przyznającą OFFSkary - nagrody dla twórców polskiego kina niezależnego (obecnie Nagroda Polskiego Kina Niezależnego im. Jana Machulskiego).

## Redaktorzy naczelni
- Krzysztof Hipsz
- Artur Kosiński
- Jacek Matecki
- Bartek Fukiet[4]
- Tadeusz Jasiński[5]